# Sergei Jung
Sergei Jung (russisch Сергей Юнг, engl. Transkription Sergey Yung; * 10. August 1955) ist ein ehemaliger sowjetischer Geher.
Im 50-km-Gehen wurde er 1982 Elfter bei den Leichtathletik-Europameisterschaften in Athen. Im Jahr darauf wurde er über dieselbe Distanz sowjetischer Meister, Zweiter beim Geher-Weltcup und gewann Bronze bei den Leichtathletik-Weltmeisterschaften in Helsinki.

## Persönliche Bestzeit
- 50 km Gehen: 3:47:16 h, 3. Juli 1982, Moskau